# До (община Требине)
До (на сръбски: До) е село в Босна и Херцеговина, разположено в община Требине, в ентитета на Република Сръбска. Населението му според преброяването през 2013 г. е 14 души, от тях: 11 (78,57 %) сърби и 3 (21,43 %) хървати.

## Население
Численост на населението според преброяванията през годините:
- 1961 – 225 души
- 1971 – 191 души
- 1981 – 136 души
- 1991 – 74 души
- 2013 – 14 души